# Bethuel Kitchen

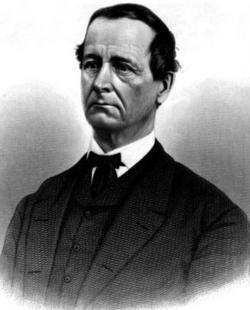
Bethuel Kitchen

Bethuel Middleton Kitchen (* 21. März 1812 in Ganotown, Berkeley County, Virginia; † 15. Dezember 1895 in Shanghai, West Virginia) war ein US-amerikanischer Politiker. Zwischen 1867 und 1869 vertrat er den zweiten Distrikt des Bundesstaates West Virginia im US-Repräsentantenhaus.

## Werdegang
Bethuel Kitchen wurde 1812 in Ganotown geboren, das damals noch zu Virginia gehörte und später Teil des 1863 entstandenen Staates West Virginia wurde. Er besuchte die öffentlichen Schulen seiner Heimat und wurde danach in der Landwirtschaft und dort vor allem in der Viehzucht tätig. Politisch wurde er erst Anfang der 1860er Jahre aktiv, als er von 1861 bis 1862 im Abgeordnetenhaus von Virginia saß. Nach der Gründung von West Virginia gehörte er dort von 1864 bis 1865 dem Staatssenat an. Bereits im Jahr 1862 war er in das US-Repräsentantenhaus gewählt worden. Dort wurde er aber 1863 nicht zugelassen, weil sein Wahlbezirk damals noch als Teil des aus der Union ausgetretenen Staates Virginia angesehen wurde.
Bei den Kongresswahlen des Jahres 1866 wurde Kitchen dann als Kandidat der Republikanischen Partei im zweiten Wahlbezirk von West Virginia in das US-Repräsentantenhaus in Washington gewählt. Dort trat er am 4. März 1867 die Nachfolge von George R. Latham an. Da er im Jahr 1868 eine weitere Kandidatur ablehnte, konnte Kitchen bis zum 3. März 1869 nur eine Legislaturperiode im Kongress absolvieren, die von Fragen der Reconstruction und dem gescheiterten Amtsenthebungsverfahren gegen US-Präsident Andrew Johnson geprägt waren. Außerdem wurde im Jahr 1868 der 14. Verfassungszusatz ratifiziert, durch den die Staatsbürgerschaft auch auf ehemalige Sklaven und Afroamerikaner ausgeweitet wurde.
Nach dem Ende seiner Zeit im Kongress nahm Kitchen seine früheren landwirtschaftlichen Tätigkeiten wieder auf. Zwischen 1869 und 1875 war er Präsident der Landwirtschafts- und Handwerksvereinigung in drei Countys in West Virginia. Zwischen 1873 und 1879 leitete er die Staatsfarm (State Grange) von West Virginia. Zwischen 1878 und 1879 war er noch einmal Mitglied des Staatssenats. Von 1880 bis 1895 war Bethuel Kitchen Verwaltungschef des Bezirksgerichts im Berkeley County. Er starb am 15. Dezember 1895 in der Ortschaft Shanghai und wurde dort auch beigesetzt.